# مناصف (اسم)
مناصف اسم علم مؤنث عربي قديم. ومعناه المرأة الخدومة المعطاءة أو خادمة غيرها والاسم مقتبس من المناصفة والمشاطرة وكانت العرب تسمي بِه نسائهم قديماً.